# 3100 Цимерман
3100 Цимерман (енгл. 3100 Zimmerman) је астероид главног астероидног појаса са средњом удаљеношћу од Сунца која износи 2,258 астрономских јединица (АЈ).
Апсолутна магнитуда астероида је 13,9.